# Evasio Ferretti
Evasio Ferretti (Livorno, 10 agosto 1921 – Grosseto, 2003) è stato un aviatore e ufficiale italiano, pilota collaudatore dell'Aeronautica Militare che collaborò con diverse aziende aeronautiche italiane compiendo il primo volo di collaudo su numerosi modelli di aereo civile e militare.

## Opere
- Evasio "Mach" Ferretti, Cento aerei per un pilota (Collana Sestogrado), Milano, La Sorgente, 1976.